# Холмец (Вологодская область)
Холмец — деревня в Великоустюгском районе Вологодской области.
Входит в состав Покровского сельского поселения, с точки зрения административно-территориального деления — в Покровский сельсовет.
Расстояние по автодороге до районного центра Великого Устюга — 49 км, до центра муниципального образования Ильинского — 19 км. Ближайшие населённые пункты — Алексеевская, Бор, Милославская.
По данным переписи в 2002 году постоянного населения не было.